# Mahabad (circoscrizione elettorale)
La Circoscrizione di Mahabad è un collegio elettorale iraniano istituito per l'elezione dell'Assemblea consultiva islamica. 

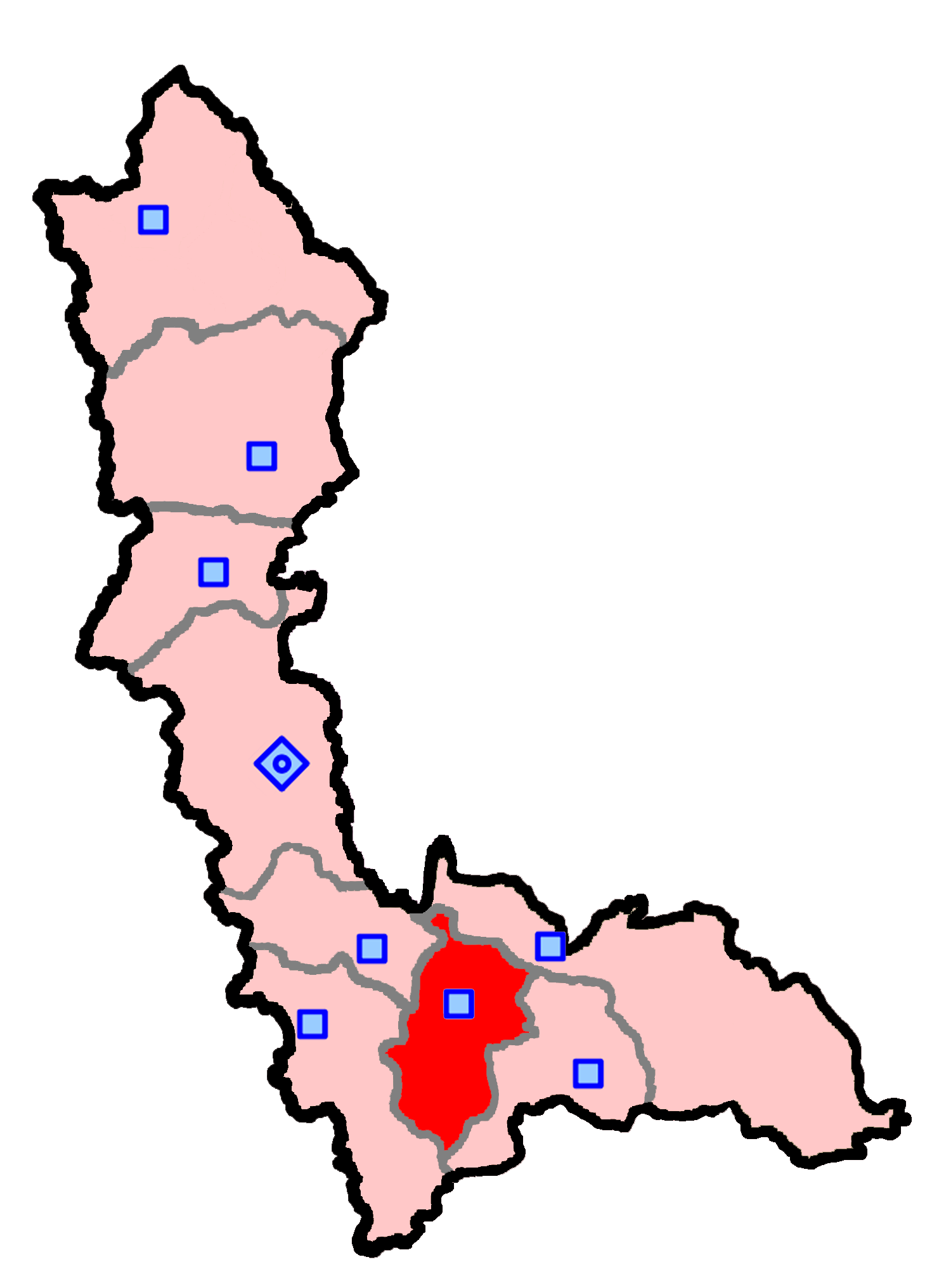
La circoscrizione di Mahabad, all'interno dell'Azerbaigian Occidentale

## Elezioni
Alle Elezioni parlamentari in Iran del 2016 viene invece eletto con 46,856 voti l'indipendente Jalal Mahmoudzadeh.